# Setagrotis congrua
Setagrotis congrua là một loài bướm đêm trong họ Noctuidae.